# 中尾拳也
中尾 拳也（なかお けんや、1993年5月9日 - ）は、日本の俳優。福岡県久留米市出身。身長180.2cm。株式会社GVM所属。ソロ音楽プロジェクトではkenya名義で活動している。

## 人物
- 趣味はバスケットボール、カラオケ。特技は早食い[1]。
- 2016年3月に大学を卒業している[3]。
- 免許を持っている[4]。

- 少女漫画をよく読む[5]。

## 出演作品

### 舞台
- ミュージカル『テニスの王子様』3rdシーズン - 赤澤吉朗 役[6]
  - ミュージカル『テニスの王子様』3rdシーズン 青学vs聖ルドルフ（2015年9月5日 - 13日、TOKYO DOME CITY HALL / 9月19日 - 20日、多賀城市民会館 大ホール / 9月25日 - 27日、名古屋文理大学文化フォーラム 大ホール / 10月2日 - 12日、大阪メルパルクホール / 10月23日 - 25日、キャナルシティ劇場 / 10月30日 - 11月3日、TOKYO DOME CITY HALL）[7]
  - ミュージカル『テニスの王子様』3rdシーズン 青学vs山吹（2015年12月24日 - 27日、TOKYO DOME CITY HALL / 12月30日 - 2016年1月10日、大阪メルパルクホール / 1月15日 - 17日、日本特殊陶業市民会館 ビレッジホール / 1月29日 - 31日、キャナルシティ劇場 / 2月6日 - 7日、多賀城市民会館 大ホール / 2月12日 - 21日、TOKYO DOME CITY HALL）[8]
  - ミュージカル『テニスの王子様』TEAM Live St.RUDOLPH（2016年3月17日・19日、京都劇場 / 3月29日・31日・4月2日、AiiA 2.5 Theater Tokyo）[9]
  - ミュージカル『テニスの王子様』コンサート Dream Live 2016（2016年5月13日 - 15日、オリックス劇場 / 5月20日 - 22日、パシフィコ横浜 国立大ホール）[10]
  - ミュージカル『テニスの王子様』秋の大運動会 2019（2019年10月8日 - 9日、横浜アリーナ）[11]
- Bank Bang Lesson!!（2016年8月30日 - 9月4日、六行会ホール）- 通行人2 役[12]
- カフェ・パラダイス（2016年11月23日/27日、博品館劇場）- 胃袋鉄平 役 ※ゲスト出演[13][14]
- 斬劇『戦国BASARA』- 徳川家康 役[15]
  - 斬劇『戦国BASARA』関ヶ原の戦い（2017年2月3日 - 12日、天王洲 銀河劇場 / 2月17日 - 19日、梅田芸術劇場 シアター・ドラマシティ）[15]
  - 斬劇『戦国BASARA』小田原征伐（2017年8月11日 - 20日、AiiA 2.5 Theater Tokyo / 8月25 - 27日、立命館いばらきフューチャープラザ グランドホール）[16]
  - 斬劇『戦国BASARA』第六天魔王（2018年3月2日 - 11日、AiiA 2.5 Theater Tokyo / 3月16日 - 18日、森ノ宮ピロティホール）[17]
  - 斬劇『戦国BASARA』蒼紅乱世『紅』未来への誇り（2018年12月7日 - 16日、オルタナティブシアター）[18]
  - 斬劇『戦国BASARA』蒼紅乱世『蒼』THE PRIDE（2018年12月21日 - 30日、オルタナティブシアター）※映像出演[18]
- 薄桜鬼SSL～sweet school life～ THE STAGE ROUTE 斎藤一（2017年4月21日 - 30日、シアターサンモール）- 沖田総司 役[19]
- SOLID STARプロデュース『MONSTER LIVE!シーズン2』（2017年5月30日 - 6月4日、新宿シアターモリエール）[20]
- Allen suwaru Lab Vol.3『ヘイキン。』（2017年6月30日、阿佐ヶ谷アルシェ）※ゲスト出演[21]
- 番外公演vol.2『Who are you?』（2017年9月13日 - 17日、浅草六区ゆめまち劇場）
- 舞台『K -MISSING KINGS-』（2017年10月19日 - 22日、京都劇場 / 10月26日 - 29日、天王洲 銀河劇場）- 鎌本力夫 役[22]
- バグバスターズ - 黄月明紀 役
  - バグバスターズ 2（2017年11月23日 - 26日、俳優座劇場）[23]
  - バグバスターズ 3（2017年11月29日 - 12月3日、俳優座劇場）[23]
- 舞台『雷ヶ丘に雪が降る』～The Five God Chronicle・雷神編～（2017年12月20日、俳優座劇場）- 風間強羅 役[24]
- 2.5次元ダンスライブ - 堀宮英知 役[25]
  - 2.5次元ダンスライブ「S.Q.S Episode 1『はじまりのとき -Thanks for the chance to see you.-』」（2018年5月17日 - 27日、よみうり大手町ホール）[25]
  - 2.5次元ダンスライブ「S.Q.S Episode 2『星芒の彼方－月野百鬼夜行綺譚－』」（2018年11月1日 - 11日、ヒューリックホール東京）[26]
  - 『ツキステ。』＆『スケステ』合同ダンスライブ『LUNATIC LIVE 2018』（2018年12月26日 - 27日、大宮ソニックシティ大ホール）[27][28]
  - 2.5次元ダンスライブ「S.Q.S BLAZING & FREEZING」（2019年3月3日、舞浜アンフィシアター）[29]
  - 2.5次元ダンスライブ『ツキウタ。』ステージ 第8幕『TSUKINO EMPIRE-Unleash your mind』（2019年3月27日 - 3月31日、舞浜アンフィシアター）[30]
  - 2.5次元ダンスライブ「S.Q.S Episode 3『ROMEO -in the darkness-』」（2019年4月25日 - 5月6日、ヒューリックホール東京）[31]
  - 2.5次元ダンスライブ「S.Q.S Episode 4『TSUKINO EMPIRE2 -Beginning of the World-』」（2019年9月26日 - 9月29日、舞浜アンフィシアター）[32]
  - 2.5次元ダンスライブ「S.Q.S Episode 5『篁志季消失事件』」（2020年2月20日 - 3月1日、ヒューリックホール東京）[33]
  - 2.5次元ダンスライブ「S.Q.S Episode 6『キソセカイステージzwei「アカイホノオ」』」 （2020年7月2日 - 7月12日、シアターGロッソ） ※全公演中止
  - 2.5次元ダンスライブ「S.Q.S Episode 6『キソセカイステージzwei「アカイホノオ」』」 （2021年3月25日 - 31日、ヒューリックホール東京）[34]
  - 「LUNATIC LIVE 2021」（2021年9月4日 - 5日、東京ガーデンシアター） ※全公演中止
  - 2.5次元ダンスライブ「S.Q.S Episode 7『斬心 -千五百秋の朝に。-』」（2021年12月2日 - 12日、ヒューリックホール東京）
  - 2.5次元ダンスライブ「S.Q.S Episode 8『SCHOOL REVOLUTION あの頃の僕らは』」（2022年12月2日 - 12日、サンシャイン劇場）[35]
- MEMORY BOYS〜想い出を売る店〜（2018年6月30日 - 8月31日、サンリオピューロランド）- チームフォルテ・セレナーデ 役
- 舞台『アオアシ』（2019年7月11日 - 15日、シアター1010）- 本木遊馬 役[36]
- 舞台『ある日の通り雨と共に。』（2019年8月21日 - 8月25日、新宿村LIVE）- マーチ 役
- ジェットラグプロデュース『終わらない世界』（2019年12月11日 - 15日、博品館劇場）- 田沼タカオ 役[37]
- MNOP#3『始まりの路』（2020年12月25 - 27日、TACCS1179）- 船長 役[38]
- キューピット・パラサイト The Stage（2021年11月13日、一般財団法人 全電通労働会館 多目的ホール）※日替わりゲスト[39]
- リーディングドラマ『幽霊ハウス』～あなたは死んでも彼女を守れますか？～ そして、 ～あなたの声は本当に届いていますか？～（2022年4月6日 - 10日、新宿村LIVE）- 健太 役
- 舞台『晴れときどき、わかば荘 あらあら』（2022年6月10日 - 20日、草月ホール）- ⻑崎恵⼀ 役
- SAB-on『比翼の人』（2022年6月22日 - 26日、シアター・アルファ東京）- スーさん 役
- 劇団papercraft 第7回公演『世界が朝を知ろうとも』（2022年9月28日 - 10月2日、すみだパークギャラリーSASAYA）※Bチーム
- eeo Stage action 劇団MNOP #2「悪を以って愛と成す」[40]（2022年10月、CBGKシブゲキ!!）- 刻 役
- MNOP＃7「紡がれし箱」(2023年3月15日 -  19日、シアターKASSAI）
- 舞台『リーマンズクラブ』（2024年9月5日 - 11日、シアターサンモール） - 佐伯蒼汰 役[41]
- T-gene stage『Episode 犬紀村』（2024年10月23日 - 27日、六行会ホール） - 斬鬼 役[42][43]
- @emotion presents Expression Vol.10 金『IKIZAMA』（2025年1月15日 - 19日、六行会ホール）[44]
- 劇団『ハイキュー!!』中国ツアー（2025年8月16日 - 9月30日〈予定〉、前灘 31 文化演藝中心大劇場 他） - 嶋田誠 役[45]

### イベント
- SUNSET LIVE2014（2014年9月）
- Freedom Event Vol.1（2016年6月12日）
- Freedom Event Vol.2（2016年10月15日）
- 戦国BASARA「バサラ祭2018～夏の陣～」（2018年7月14日、中野サンプラザホール）[46]
- この度、今を賑わす俳優によるトークショーを開催！フリートーク・特別企画・特典会など、舞台場とは違う一面を見逃すな！（2018年9月15日、HYPERMIX門前仲町）
- 2.5次元ダンスライブ「S.Q.S(スケアステージ)」Episode1「はじまりのとき -Thanks for the chance to see you-」限定版発売記念イベント（2018年12月2日）
- 2019年も良き年にしよう！ 〜新春スペシャルイベント〜 あけましておめでた会。（2019年1月5日、グレースバリ秋葉原）
- けんぱ にかいめ。（2019年5月12日、関交協ハーモニックホール）
- こばなか祭りfeatみや（2019年5月25日、関交協ハーモニックホール）
- こばなか祭り（2019年6月1日、THE LIVE HOUSE soma）

### 映画
- Watch with Me ～卒業写真～（2007年）
- 縁側ラヴァーズ2（2020年7月17日公開）[47]
- 徒桜（2021年10月29日、SAB-on） - 主演・山田一平 役[48]（※兒玉遥とダブル主演）

### テレビ
- 10神ACTOR（FBS）
- 博多ステイハングリーSEASON2〜SEKARA-SHIKA!!〜（TNC）
- 一夜づけ（2015年9月28日・29日、テレビ東京） - ゲスト出演
- スケステTV（TOKYO MX）

### Webテレビ
- livedoorNEWS（2015年8月30日公開）

### テレビアニメ
- 邪神ちゃんドロップキック（2018年、男）

### 雑誌
- Stage PASH! Vol.4（2015年7月30日発売）
- TVぴあ（2015年8月26日発売）
- TVぴあ（2015年9月9日発売）
- オトメディアステミュ（2016年4月26日発売）
- キャストサイズ Vol.20（2019年5月24日発売）

### CM
- otonari （2020年12月1日公開）

### Webコンテンツ
- 君とのキスは旅先で～聖夜編～（2021年、KISSMILLe）[49]
- ツキプロチャンネル48時間生配信2022（2022年11月5日・6日、YouTube・ニコニコ生放送）※6日のみ出演[50]

## CD

### シングルCD
- 『約束をしないのは』（2021年5月26日）[2]
- 『これからの話』（2021年6月30日）[51]
- 『背面の月』（2021年7月28日）[52]
- 『君にだけ』（2021年8月25日）[53]
- 『手紙』（2021年9月29日）[54]

### ミニアルバム
- 『Another and the other』（2022年6月1日）

### 「S.Q.S」シリーズ関連
| 発売日   | 商品名 | キャスト | 歌                                                |
| 2019年   | 2019年 | 2019年 | 2019年                                            |
| -------- | --- | --- | ------------------------------------------------- |
| 10月25日 | 2.5次元ダンスライブ「S.Q.S Episode4 『TSUKINO EMPIRE2 -Beginning of the World-』」メインテーマ「Beginning of the World」          | 篁志季役：日向野祥、奥井翼役：瀬戸啓太、世良里津花役：阿部快征、村瀬大役：小林涼 和泉柊羽役：田中稔彦、堀宮英知役：中尾拳也、久我壱星役：山中健太、久我壱流役：山中翔太 | 『Beginning of the World』                        |
| 2020年   | | |                                                   |
| 2月20日  | 2.5次元ダンスライブ「S.Q.S Episode5『篁志季消失事件』」メインテーマ「希望の鐘」                                                   | 篁志季役：日向野祥、奥井翼役：瀬戸啓太、世良里津花役：阿部快征、村瀬大役：小林涼 和泉柊羽役：田中稔彦、堀宮英知役：中尾拳也、久我壱星役：山中健太、久我壱流役：山中翔太 | 『希望の鐘』                                      |
| 2021年   | | |                                                   |
| 3月25日  | 2.5次元ダンスライブ「S.Q.S Episode6 『キソセカイステージ：zwei「アカイホノオ」』」メインテーマ「アカイホノオ ～Go On And On～」   | 篁志季役：日向野祥、奥井翼役：瀬戸啓太、世良里津花役：阿部快征、村瀬大役：小林涼 和泉柊羽役：田中稔彦、堀宮英知役：中尾拳也、久我壱星役：山中健太、久我壱流役：山中翔太 | 『アカイホノオ ～Go On And On～』                 |
| 12月2日  | 2.5次元ダンスライブ「S.Q.S Episode7 『斬心 - 千五百秋の朝に。-』」メインテーマ『斬心-無形ノ八重-』                                | 篁志季役：日向野祥、奥井翼役：瀬戸啓太、世良里津花役：阿部快征、村瀬大役：小林涼 和泉柊羽役：田中稔彦、堀宮英知役：中尾拳也、久我壱星役：山中健太、久我壱流役：山中翔太 | 『斬心-無形ノ八重-』                              |
| 2023年   | | |                                                   |
| 1月27日  | 2.5次元ダンスライブ「S.Q.S Episode 8『SCHOOL REVOLUTION あの頃の僕らは』」主題歌『SCHOOL REVOLUTION! −時計仕掛けのモラトリアム−』 | 篁志季役：塚本凌生、奥井翼役：瀬戸啓太、世良里津花役：阿部快征、村瀬大役：小林涼 和泉柊羽役：田中稔彦、堀宮英知役：中尾拳也、久我壱星役：山中健太、久我壱流役：山中翔太 | 『SCHOOL REVOLUTION! −時計仕掛けのモラトリアム−』 |

### 音楽劇『黒と白』シリーズ関連
| 発売日  | 商品名                                         | キャスト                                                                                    | 歌                 |
| 2021年  | 2021年                                         | 2021年                                                                                      | 2021年             |
| ------- | ---------------------------------------------- | ------------------------------------------------------------------------------------------- | ------------------ |
| 1月29日 | 音楽劇『黒と白-purgatorium- ad libitum』劇中歌 | 不和・プルフラス 役：阿部快征、調和・カシエル 役：堀田竜成、堕落・フォルネウス 役：田中晃平 | 『Do it tomorrow』 |